# Руда-Паб'яницька
Руда-Паб'яницька (пол. Ruda Pabjanicka) — місцевість у південній частині міста Лодзь. Місто в 1923—1946 роках, пізніше частина лодзинського району Південь (з 1946 р.); потім міський район Руда (з 1954 р.), а згодом частина району Гурна у формі поселення (з 1960 р.).
Руда як неформальна територіальна одиниця міста не має чітких меж. Формально це водночас адміністративне поселення, а також одна із зон міської інформаційної системи, що налічує близько 11 тис. населення.
У минулому у Руді також проживало багато німців та євреїв, які залишили значну спадщину. Назва цього колишнього міста походить від болотних руд, які колись тут видобувалися. Місто було включено до адміністративних кордонів Лодзі (Літцманштадта) під час Другої світової війни. Після визволення протягом короткого часу вона була самостійною одиницею, зрештою втративши самостійність на початку 1946 року. Деякий час це був окремий район Лодзі, який потім разом з Хойнами увійшов до складу нового району Гурна в 1960 році. Незважаючи на невблаганний час, Руда зберегла свій самобутній характер і донині.